# لشکر ۱۰۶ هوابرد گارد
لشکر ۱۰۶ هوابرد گارد (انگلیسی: 106th Guards Airbornne Division) که با نام لشکر تولا شناخته می‌شود، یکی از چهار لشکر هوابرد نیروی هوابرد روسیه است. این لشکر که در شهر تولا، در جنوب مسکو مستقر است، از نظر اداری در منطقه نظامی مسکو قرار دارد.
این لشکر در ژانویه ۱۹۴۴ به‌عنوان لشکر ۱۶ هوابرد گارد تأسیس شد و از آن زمان تا پایان جنگ جهانی دوم در مجارستان، اتریش و چکسلواکی (از جمله در پراگ)، عمدتاً با سپاه ۳۸ تفنگداران گارد از ارتش ۹ گارد، جنگید. این لشکر در دسامبر ۱۹۴۴ به لشکر ۱۰۶ تفنگداران تبدیل شد، زیرا تمام لشکرها و تیپ‌های اصلی در حال بازسازی به‌عنوان تشکیلات تفنگداران بودند.
در ۷ ژوئن ۱۹۴۶، لشکر ۱۰۶ تفنگداران در تولا به یک لشکر هوابرد تبدیل شد که بخشی از سپاه ۳۸ هوابرد گارد بود. در ۱ اکتبر ۱۹۴۸، هنگ فرود هوایی ۳۴۷ گارد این لشکر برای تشکیل لشکر ۱۱ هوابرد گارد مورد استفاده قرار گرفت.